# Constitución (departement)
Constitución is een departement in de Argentijnse provincie Santa Fé. Het departement (Spaans:  departamento) heeft een oppervlakte van 3.225 km² en telt 83.045 inwoners.

## Plaatsen
- Alcorta
- Bombal
- Cañada Rica
- Cepeda
- Empalme Villa Constitución
- General Gelly
- Godoy
- Juan Bernabé Molina
- Juncal
- La Vanguardia
- Máximo Paz
- Pavón
- Pavón Arriba
- Peyrano
- Rueda
- Santa Teresa
- Sargento Cabral
- Theobald
- Villa Constitución